# Walther Wever
Walther Wever (Wilhelmsort, entonces en la Provincia de Posen, 11 de noviembre de 1887 - Dresde-Klotzsche, 3 de junio de 1936) fue uno de los comandantes de la Luftwaffe anterior a la Segunda Guerra Mundial. Fue uno de los primeros partidarios de la teoría del bombardeo estratégico como una manera de hacer la guerra, apoyando las teorías de Giulio Douhet. Murió en un accidente aéreo en 1936, y con su fallecimiento también murieron los esfuerzos alemanes por construir una fuerza de bombarderos estratégicos.
Wever Apellido

## Biografía
Walther Wever nació el 11 de noviembre de 1887 en Wilhelmsort, en lo que entonces era la provincia de Posen. 
Wever participó en la Primera Guerra Mundial y sirvió como oficial de Estado mayor en el Oberste Heeresleitung (OHL). Tras el final de la contienda, en 1919 recibió por parte del general von Hindenburg el encargo de editar las memorias de Erich Ludendorff. En octubre de 1921 estuvo asignado al Estado Mayor de la 7.ª División, en Múnich. En 1929 se convirtió en comandante de un batallón, y al año siguiente ascendió al rango de Teniente coronel, y en 1933, al rango de Teniente General -General solo por debajo del Capitán General.

### Estado Mayor de la Luftwaffe
Wever se convirtió en comandante del Reichsluftfahrtministerium (RLM) el 1 de septiembre de 1933. El 1 de marzo de 1935 fue nombrado jefe de Estado Mayor de la Luftwaffe, poco después de que ésta fuese fundada. A pesar de la rápida acumulación de trabajo, entre 1933 y 1936 consiguió una cooperación efectiva entre los principales líderes militares del RLM, entre los que destacaban Erhard Milch y Wilhelm Wimmer. Wever era un partidario entusiasta del bombardero estratégico y reconoció su importancia en una fecha tan temprana como 1935. Apoyó a compañías de construcción aeronáutica como Junkers y Dornier en sus respectivos proyectos del Ju 89 y Dornier Do 19 para el contrato de producción del Bombardero Ural. En ese sentido, Wever señaló cinco puntos clave para la estrategia aérea:
1. Destruir las Fuerzas aéreas enemigas bombardeando sus bases y fábricas de aviones, y derrotar a las Fuerzas aéreas enemigas que atacaran objetivos alemanes;
2. Evitar el movimiento de las grandes fuerzas terrestres enemigas a las áreas decisivas, destruyendo los ferrocarriles y carreteras, en especial puentes y túneles, que son indispensables para el movimiento y el suministro de las fuerzas;
3. Apoyar las operaciones de las formaciones del Ejército independientes de los ferrocarriles, es decir, las fuerzas blindadas y fuerzas motorizadas, impidiendo el avance enemigo y participar directamente en las operaciones de tierra;
4. Apoyar las operaciones navales atacando las bases navales, protegiendo las bases navales de Alemania y participando directamente en las batallas navales;
5. Paralizar a las fuerzas armadas enemigas deteniendo la producción en las fábricas de armamento;

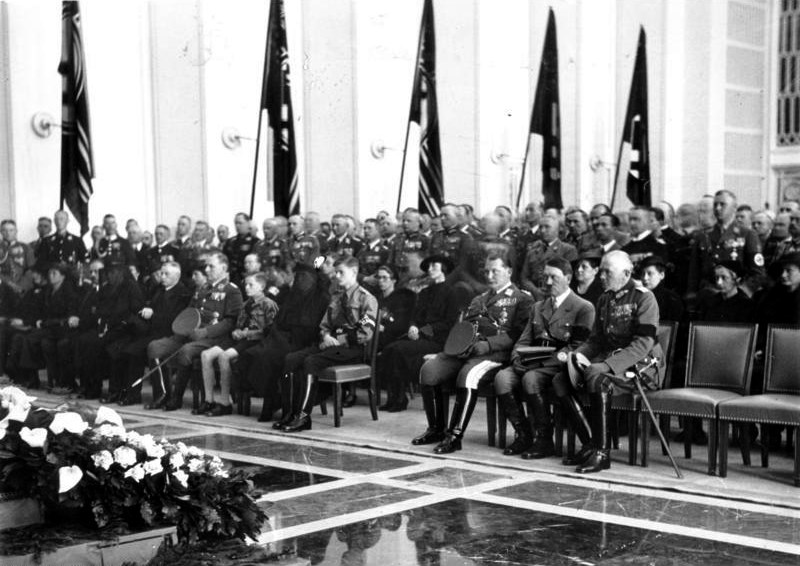
Funeral de Walther Wever.

El 3 de junio de 1936 Wever falleció en Dresde en un accidente aéreo, cuando se estrelló su avión Heinkel He 70 Blitz con el que, procedente desde Berlín, venía para dar una conferencia en la Luftkriegsschule Klotzsche de Dresde. Ese mismo día, el RLM emitió las especificaciones para un bombardero pesado de largo alcance, el Bombardero A, proyecto que acabaría convirtiéndose en el único aparato de este tipo que operó con la Luftwaffe durante la contienda, el Heinkel He 177. Tras su fallecimiento Göring nombró al Teniente general Albert Kesselring al frente del Estado Mayor de la Luftwaffe. Al mismo tiempo, el Estado Mayor General de las Fuerzas Aéreas quedó bajo el control directo de Göring, lo que le permitió controlar todas las decisiones que desde allí se hacían.
Tras su muerte, otros estrategas aéreos del Ministerio del Aire como Ernst Udet y Hans Jeschonnek favorecieron la producción de aparatos específicos para la guerra táctica, y abandonaron la idea de crear una fuerza aérea de bombarderos estratégicos que destruyera la industria y las infraestructuras del enemigo.

## Condecoraciones
- Cruz de Hierro (1914), 1.ª y 2.ª Clase;[5]
- Cruz de Caballero de la Orden Hohenzollern con espadas;[5]
- Cruz de Caballero de 2.ª Clase de la Orden de la Casa Ernestina de Sajonia[5]
- Cruz al Mérito Militar Austrohúngara de 3.ª Clase;[5]
- Insignia de Piloto-Observador en Oro, con brillantes (1935);[6]
- Estrella de Galípoli[5]